# Nguyễn Văn Khạ
Nguyễn Văn Khạ (1918–1947) là liệt sĩ, Anh hùng Lực lượng công an nhân dân Việt Nam.

## Cuộc đời
Nguyễn Văn Khạ sinh ra và lớn lên ở ấp Phú Nhuận, xã Phú Hòa Đông, huyện Củ Chi, Thành phố Hồ Chí Minh, xưa thuộc quận Hóc Môn, tỉnh Gia Định.
Tháng 8 năm 1945, ông tham gia lực lượng khởi nghĩa cướp chính quyền trong thôn. Tháng 10 năm 1945, khi thực dân Pháp xâm lược, ông được giao nhiệm vụ Trưởng ban Ám sát Khu 5 (gồm các xã Phú Hòa Đông, Phú Mỹ Hưng, An Nhơn Tây, Nhuận Đức), cùng đồng đội xây dựng căn cứ, lực lượng để chiến đấu. Ông đã cùng lực lượng vũ trang Hóc Môn tổ chức trận tập kích đồn Thầy Biên (xã Phú Hòa Đông, tháng 2 năm 1947), phá cầu Bến Nẩy (xã Phú Hòa Đông),... gây nhiều tổn thất cho quân Pháp.
Tháng 7 năm 1947, ông bị quân địch phục kích và bắt giữ ở cầu Cái Lăng khi đang điều nghiên. Qua nhiều ngày tra tấn, bất chấp việc gia đình bị bắt cóc, ông vẫn không khuất phục. Ngày 8 tháng 9, ông bị thực dân Pháp áp tải ra chợ Phú Hòa Đông. Đứng trên bục cao giữa chợ, ông bất chấp tình trạng của bản thân, lớn tiếng tố cáo tội ác quân địch, kêu gọi quần chúng ủng hộ kháng chiến, thề không bao giờ phản bội Tổ quốc, phản bội nhân dân.
Tức giận trước hành động của ông, kẻ địch hành hung ông ngay giữa chợ. Đêm ngày 8, rạng sáng 9 tháng 9, ông bị mang khỏi trại biệt giam đến dốc Bầu Trâm (xã Tân Trung) và bị ném xuống giếng thủ tiêu.

## Tôn vinh
Ông được công nhận là liệt sĩ công an. Tên của ông được đặt cho một con đường thuộc huyện Củ Chi.